# Cyperus rotundus
Cyperus rotundus är en halvgräsart som beskrevs av Carl von Linné. Cyperus rotundus ingår i släktet papyrusar, och familjen halvgräs. IUCN kategoriserar arten globalt som livskraftig.

## Underarter
Arten delas in i följande underarter:
- C. r. divaricatus
- C. r. retzii
- C. r. merkeri
- C. r. rotundus

## Bildgalleri

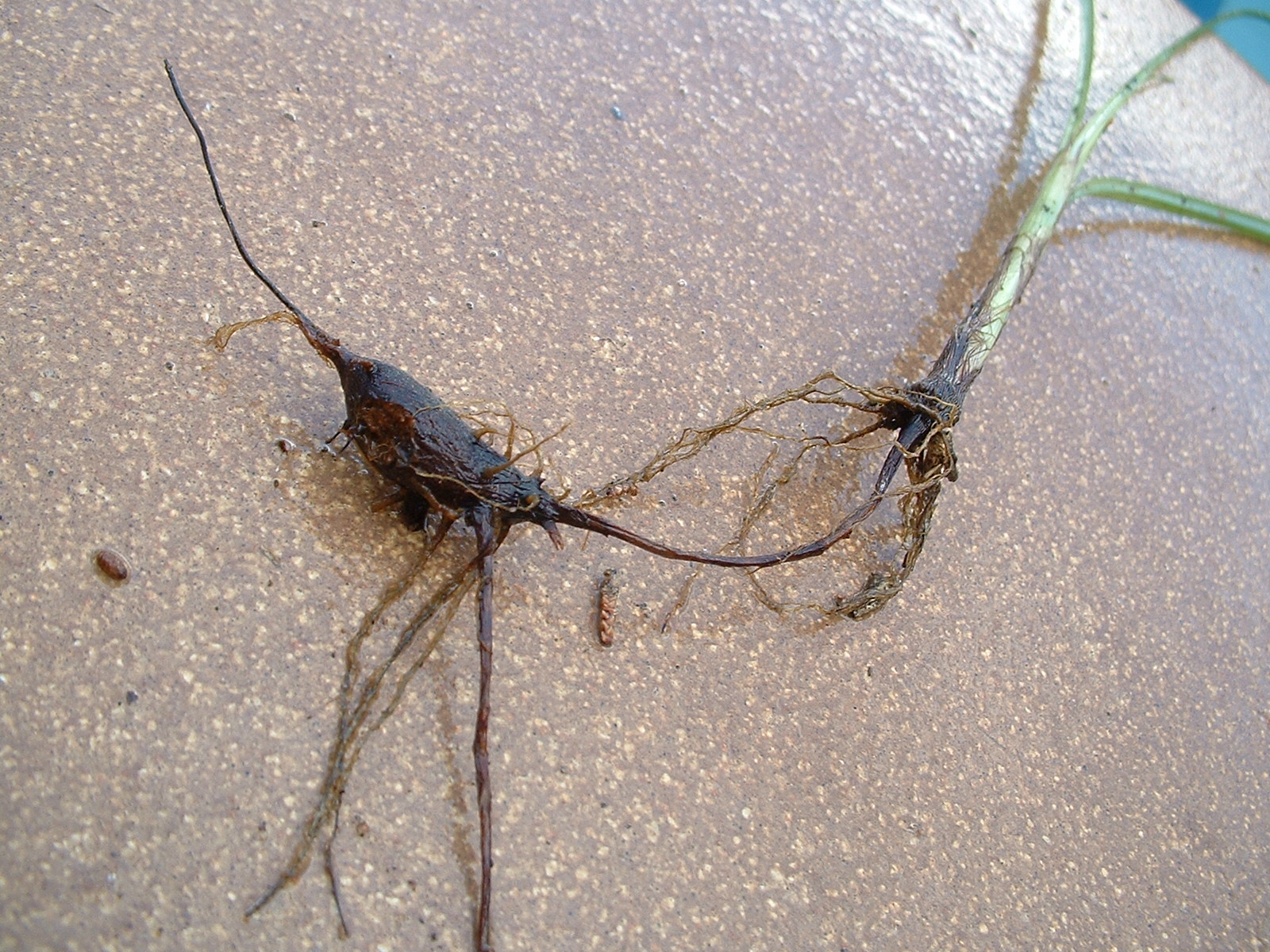
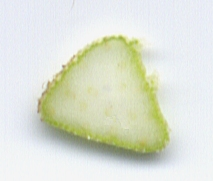
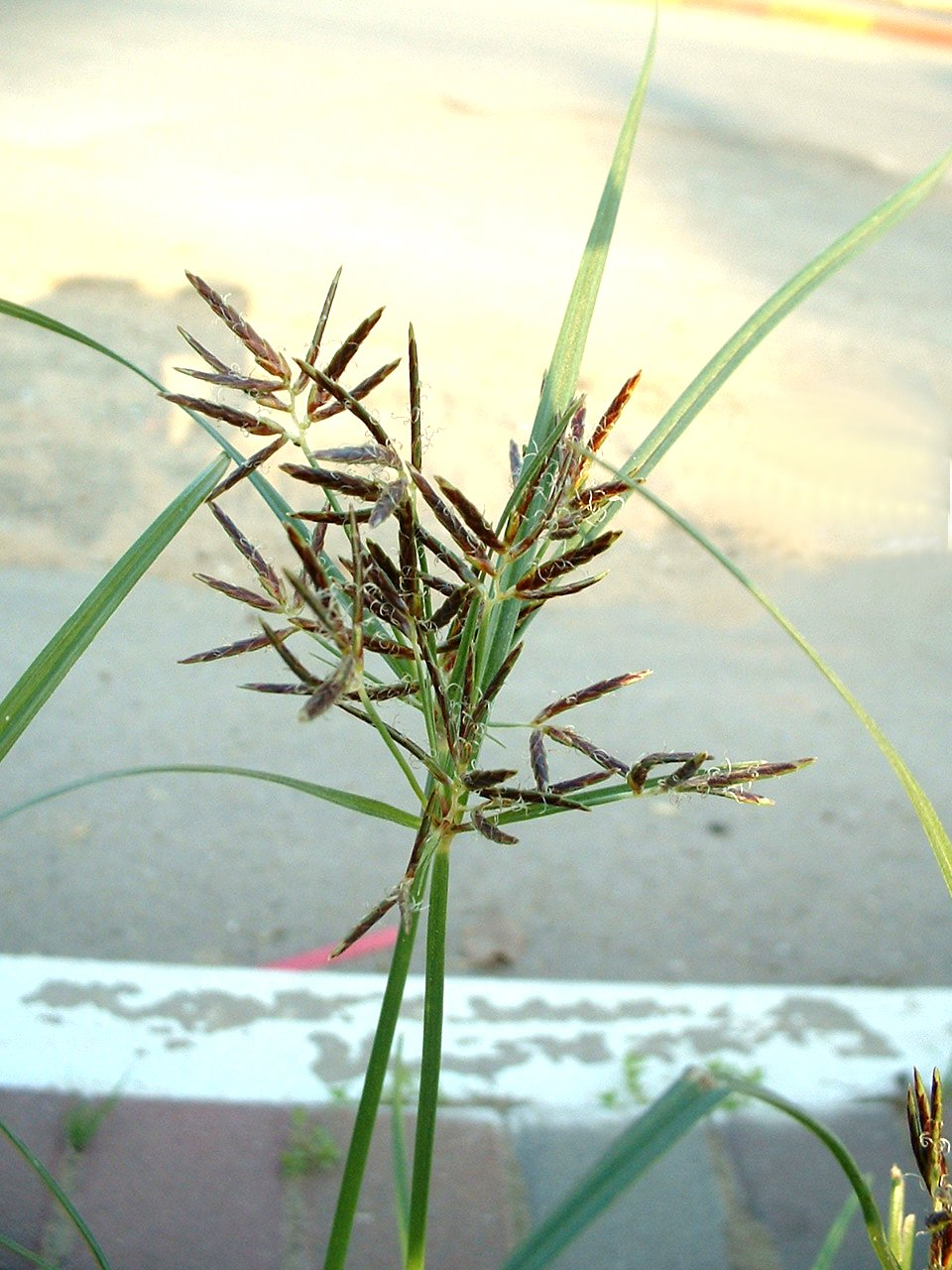
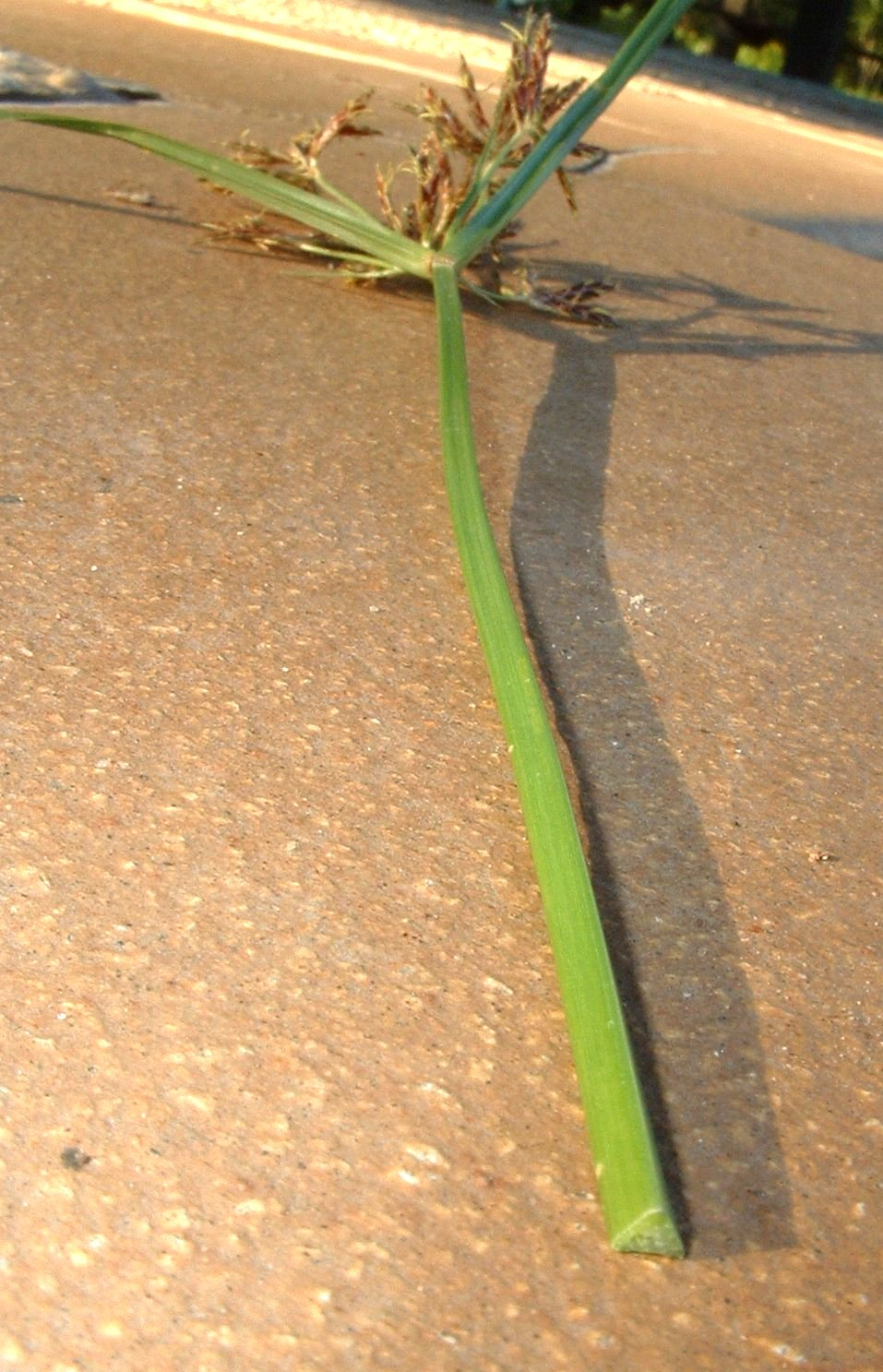
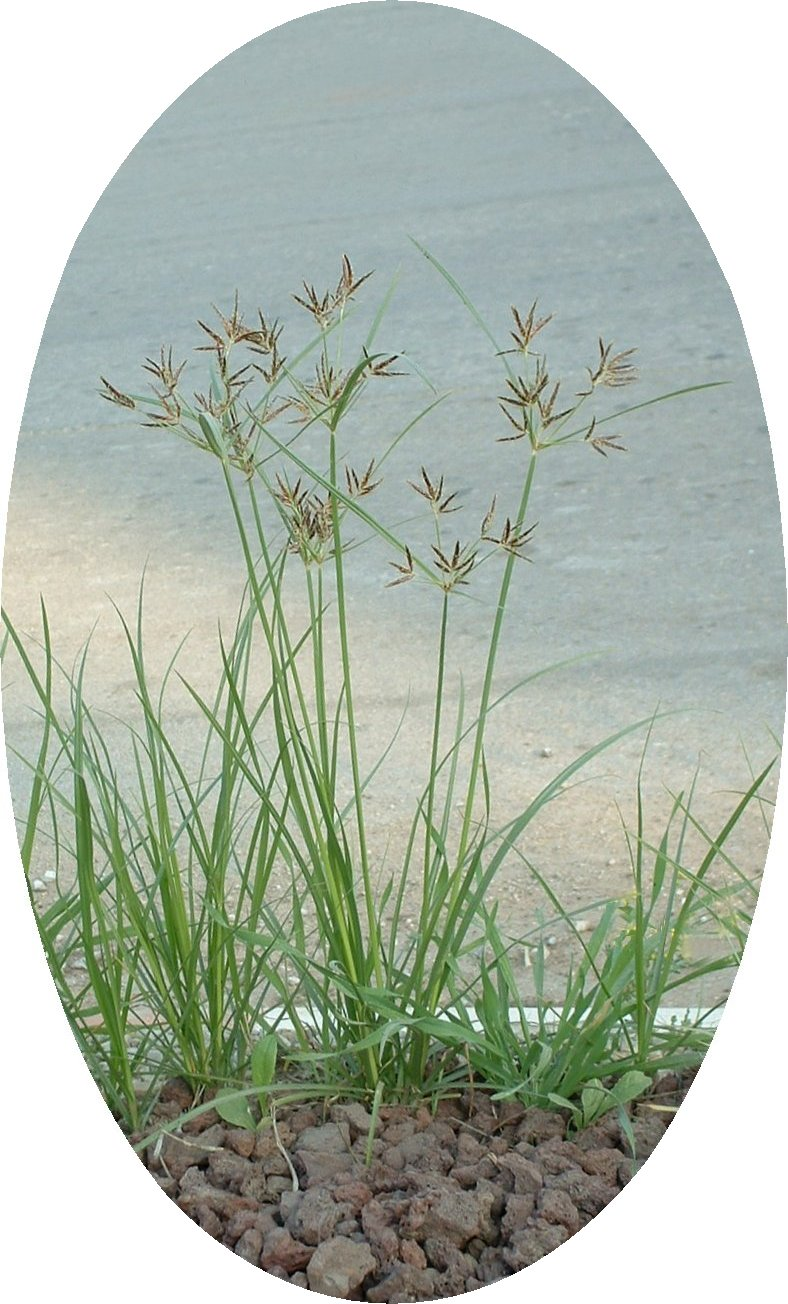
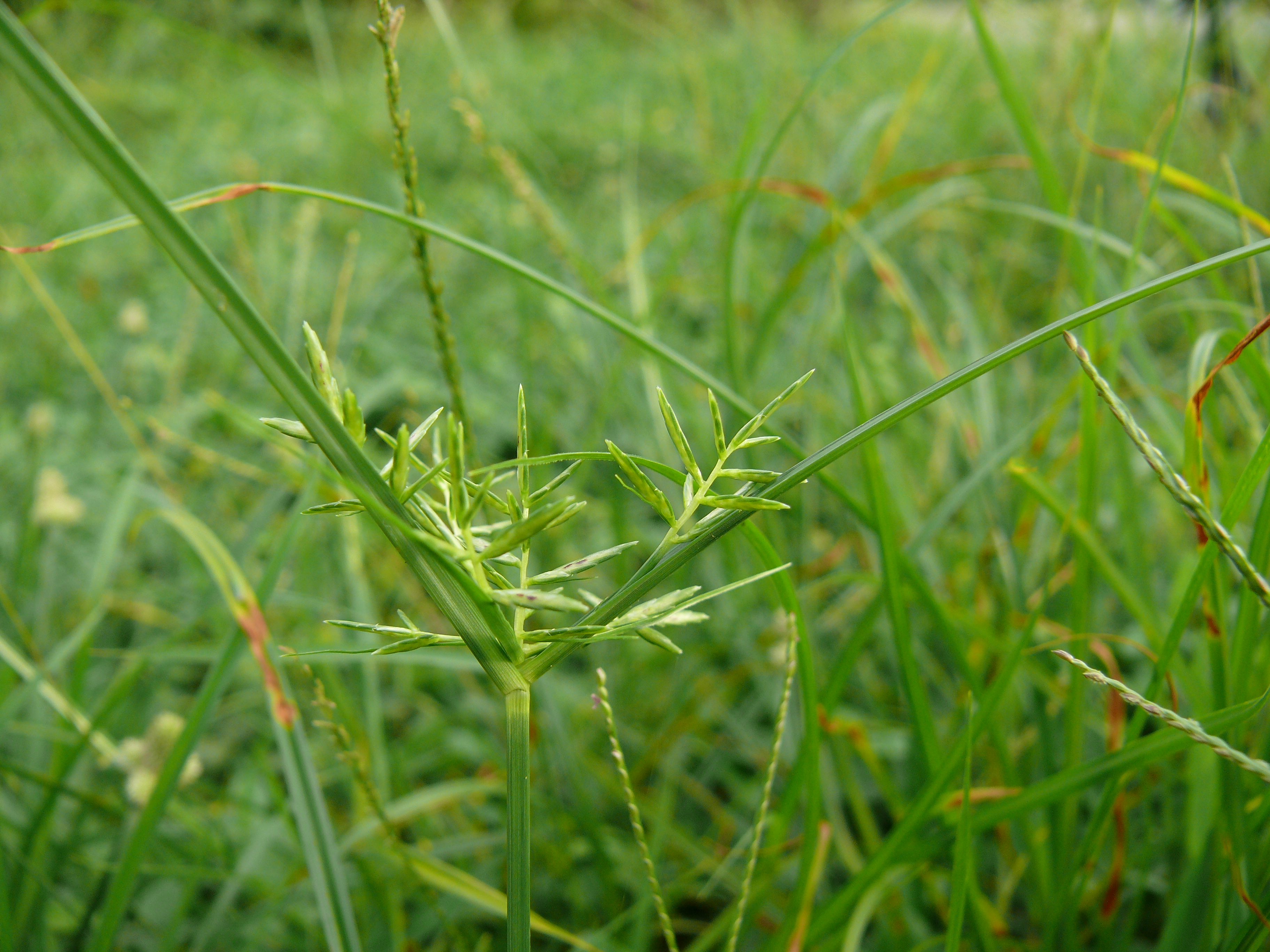